# Granica brazylijsko-surinamska
Granica brazylijsko-surinamska to granica międzypaństwowa, ciągnąca się na długości 593 km od trójstyku z Gujaną na zachodzie do trójstyku z Gujaną Francuską na wschodzie.